# World Barista Championship

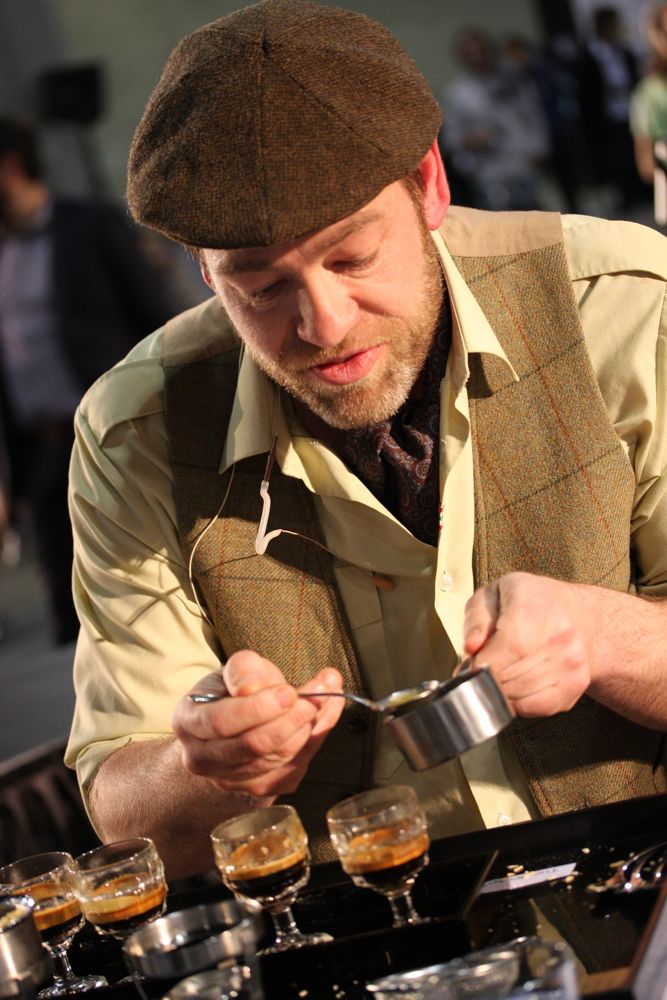
Ein Barista (Gwilym Davies) bei der Baristaweltmeisterschaft in Atlanta (2009).

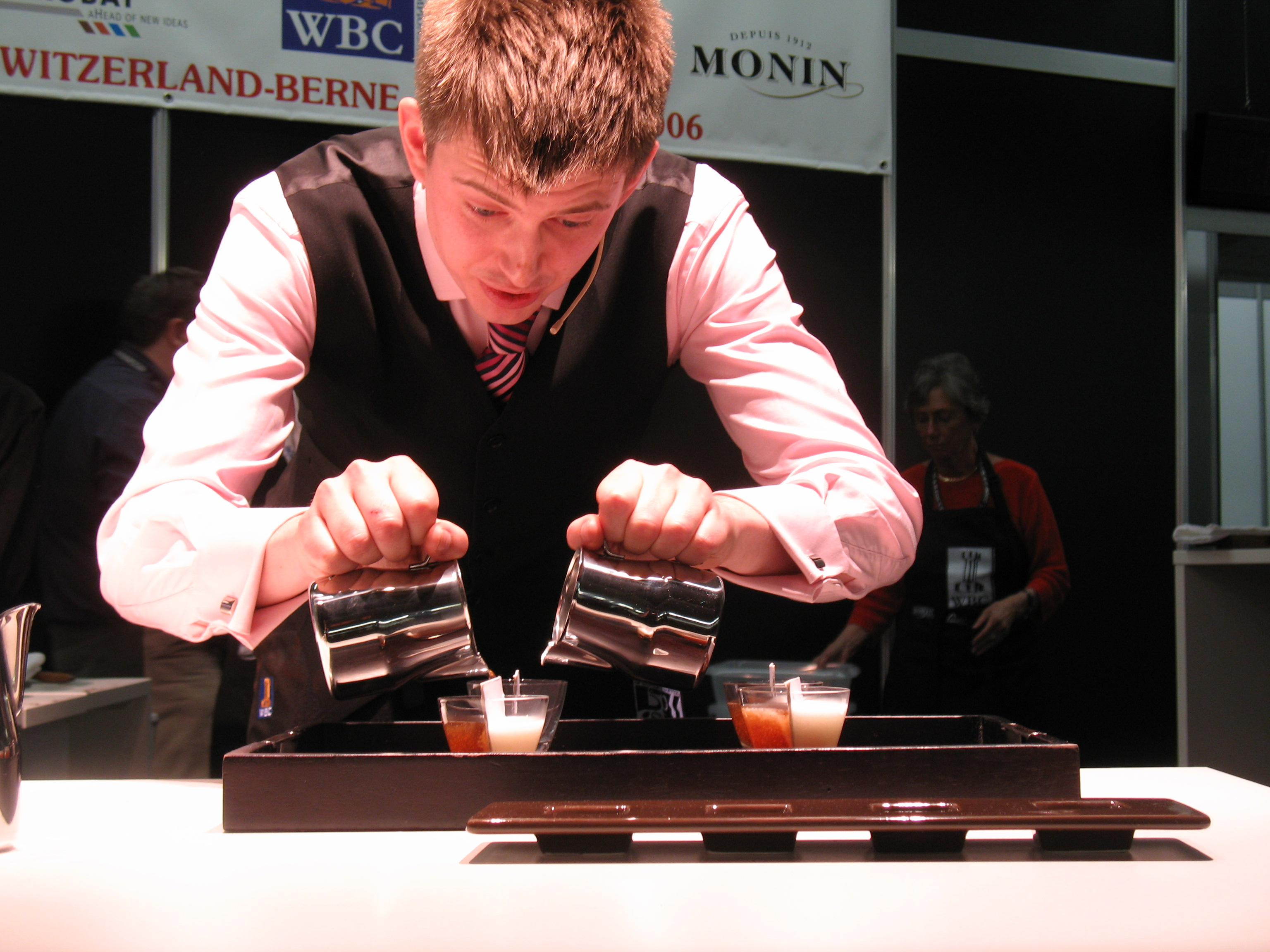
James Hoffmann bei seiner Präsentation in Bern (2006).

Auf der World Barista Championship (Baristaweltmeisterschaft) messen sich die besten Baristi/Bariste. Die Teilnehmer werden durch nationale Meisterschaften wie zum Beispiel der Deutsche Barista Championship (DBC) oder Schweizer Barista Championship ermittelt. Sie bereiten innerhalb von 15 Minuten jeweils vier Espressi, vier Cappuccini und vier Eigenkreationen oder Signature Drinks zu. Diese werden jeweils vier Geschmacksjuroren zur Bewertung serviert.

## Bisherige Gewinner
- 2000 (Monte Carlo, Monaco) Robert Thoresen, Norwegen
- 2001 (Miami, USA) Martin Hildebrandt, Dänemark
- 2002 (Oslo, Norwegen) Fritz Storm, Dänemark
- 2003 (Boston, USA) Paul Bassett, Australien
- 2004 (Triest, Italien) Tim Wendelboe, Norwegen
- 2005 (Seattle, USA) Trouls Overdahl Poulsen, Dänemark
- 2006 (Bern, Schweiz) Klaus Thomsen, Dänemark
- 2007 (Tokio, Japan) James Hoffmann, Vereinigtes Königreich
- 2008 (Kopenhagen, Dänemark) Stephen Morrissey, Irland
- 2009 (Atlanta, USA) Gwilym Davies, Vereinigtes Königreich
- 2010 (London, England) Michael Phillips, USA
- 2011 (Bogotá, Kolumbien) Alejandro Mendez, El Salvador
- 2012 (Wien, Österreich) Raul Rodas, Guatemala
- 2013 (Melbourne, Australien) Pete Licata, USA
- 2014 (Rimini, Italien) Hidenori Izaki, Japan
- 2015 (Seattle, USA) Sasa Sestic, Australien (Wertung: 618 von 814)
- 2016 (Dublin, Irland) Berg Wu, Taiwan (Wertung: 583.0 von 719)
- 2017 (Seoul, Südkorea) Dale Harris, Vereinigtes Königreich
- 2018 (Amsterdam, Niederlande) Agnieszka Rojewska, Polen
- 2019 (Boston, USA) Jooyeon Jeon, Südkorea
- 2021 (Mailand, Italien) Diego Campos, Kolumbien
- 2022 (Melbourne, Australien) Anthony Douglas, Australien
- 2023 (Athen, Griechenland) Boram Um, Brasilien
- 2024 (Busan, Südkorea) Mikael Jasin, Indonesien